# Scatopyrodes lampros
Scatopyrodes lampros là một loài bọ cánh cứng trong họ Cerambycidae.